# Матажур
Матайур (словенски: Matajur или Velika baba), също позната като Монте Матайур, е планина в Италия и Словения с най-висок връх 1650 м в Юлийските Алпи с изглед към Адриатическо море. Нейната средна надморска височина е 1385 м.
На 26 октомври 1917 Ромел завладява планината със 100 души срещу 7000-на италианска войска.